# عيسى الإغباري

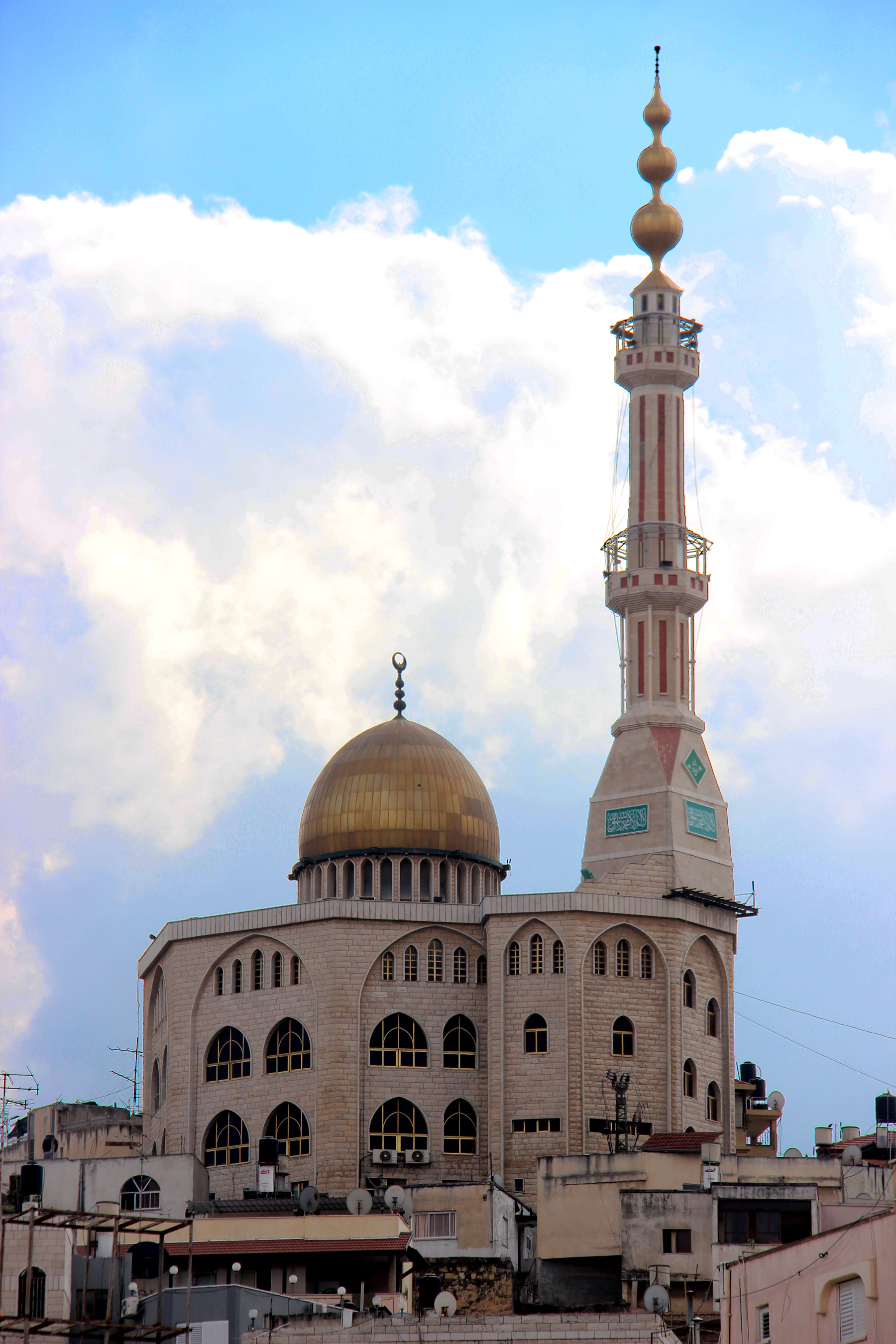
مسجد أبو عُبيدة ويُعرف كذلك بمسجد الإغبارية في مدينة أم الفحم

عيسى الإغباري، هو جد عائلات حي الإغبارية في مدينة أم الفحم وبعض قراها شمالي فلسطين. هاجر إلى أم الفحم في منتصف القرن السابع عشر من قضاء الخليل، وسكن أم الفحم في المنطقة التي أصبحت تُعرف باسمه. لأبناء عيسى أقرباء في مدينة نابلس يدعون دار الأغبر، ويعود أصلهم إلى قرية يمنية تقع على الحدود السعودية اسمها أغبر أو أغبار.
تكونت بلدة بيت جبرين الواقعة في منطقة الخليل –حتى عام 1948– بشكل أساسي من العائلات: العزة، الإغبيرية، الدعاجنة، والشوابكة وكان لها جد واحد هو القيسي، لذا كان يُدعى أبناؤها باسم القيسيين.
في عام 1623 شارك أبناء عيسى الإغباري في المواجهة الأولى التي وقعت بمحيط عين الزيتونة بالقرب من أم الفحم، حيث قاتلوا ضد جيش فخر الدين المعني، مع أبناء عبد العزيز السمَّاكي محاميد والجبارين والقسوات وذلك نصرة للأمير الحارثي.

## العائلات

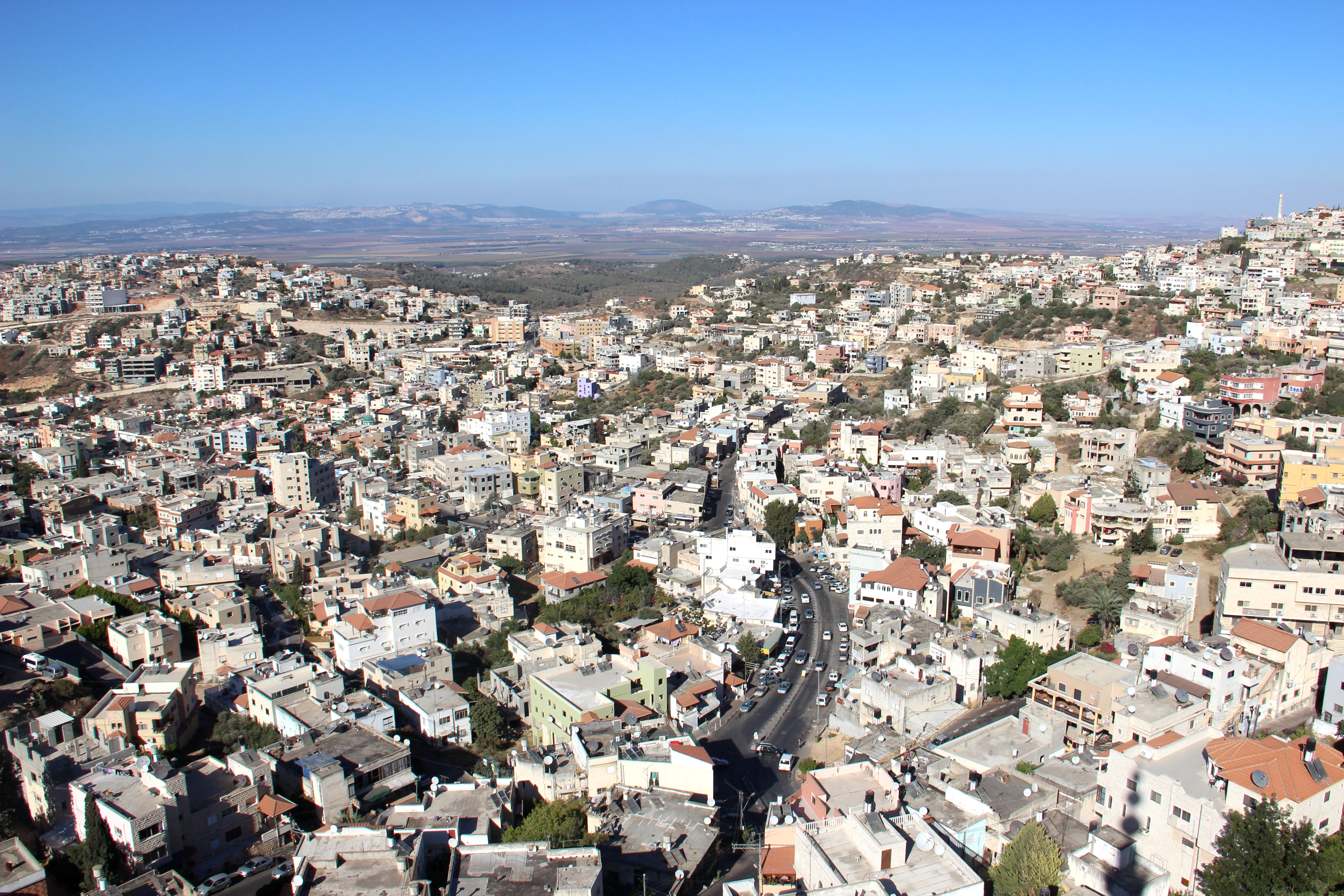
جانب من منطقة الإغبارية في أم الفحم كما تبدو من مئذنة مسجد أبو عُبيدة

أنجب عيسى الإغباريّ خمسة أبناء، وهُم:

### بشير
وقد فرع ثلاثة فروع هم: محمّد جد سعيد محمّد والد الحج محمود إسماعيل وجد صالح محمّد الذي أنجب عبد الفتاح الصالح وأخوته وأقاربه، والثاني من أولاد بشير؛ هو قاسم جد إبراهيم محمّد وأقاربه، والثالث من أولاده؛ هو صلاح جد صالح المحمود والحج خميس وأقاربه. قسم كبير من أبنائها يسكنون في قرية مُصمُص.

### موسى
هو جد دار موسى وهم: عبد الله أبو موسى، دار ياسين الموسى، دار حسن الموسى، دار مفلح العبد الله وموسى الحج علي وأقاربه. يسكن قسم كبير من أبنائها في مشيرفة الفوقا.

### خليفة
أو خليفات هو جد عبد الرحمن أبو خليفة وعبد الله أبو خليفة وجد أولاد يوسف أبو خليفة وجد صالح أبو خليفة وناجي أبو خليفة وحسين عبد عيسى. سكن منهم حتى عام 1948 في قرية البويشات.

### محمد
هو جد دار عبد الرزاق القرمطة وأقربائهم أولاد علي محمّد آل يوسف وهم دار أبو شلحة ودار الحلو وأقربائهم. منهم أيضًا دار أبو العيلة. يسكن قسم من دار أبو شلحة في زلفة.

### يوسف
هو جد دار أبو سمرة وأقربائهم، ويسكنون في قرية زلفة.

## حي الإغبارية في أم الفحم
يقع حي الإغبارية في الجهة الشرقية الشمالية من مدينة أم الفحم، ويُعتبر الأكبر من حيث المساحة بالمُقارنة مع الأحياء الأُخرى في المدينة. شهد الحي توسعًا ليشمل المزيد من المناطق، وأُطلِق عليها أسماء جديدة، وهي:
| - الكينا - البير - العُيون - الجدوع - المِحجر | - الشرفة - عين الشعرة - الخلايل - البراغلة |

### فهرست المراجع
1. 1 2  وجدي حسن جميل (1998)، ص. 94.
2. ↑  رمزي حسين مصطفى محاميد (2008)، ص. 17.
3. 1 2 3 4 5 6  رمزي حسين مصطفى محاميد (2008)، ص. 70.
4. 1 2 3 4 5 6  وجدي حسن جميل (1998)، ص. 95.
5. ↑  مصطفى دخيل سخنيني (1998)، ص. 54.

### ثبت المراجع
- وجدي حسن جميل (1998). أم الفحم واللجون - رحلة عبر الزمن (ط. الأولى). القدس. ج. الجزء الثاني، من مطلع القرن العشرين حتى عام 1949.{{استشهاد بكتاب}}:  صيانة الاستشهاد: ref duplicates default (link) صيانة الاستشهاد: مكان بدون ناشر (link)
- رمزي حسين مصطفى محاميد (2008). أم الفحم جذور وفروع (ط. الأولى). أم الفحم: مطبعة الصراط.{{استشهاد بكتاب}}:  صيانة الاستشهاد: ref duplicates default (link)
- مصطفى دخيل سخنيني (1998). مدينة أم الفحم - دراسة في جغرافية المدن (ط. الأولى). نابلس: جامعة النجاح الوطنية.{{استشهاد بكتاب}}:  صيانة الاستشهاد: ref duplicates default (link)